# El tiempo en las bastillas
«El tiempo en las bastillas» es una de las canciones más populares del cantautor chileno Fernando Ubiergo.

## En el Festival de Viña del Mar
Esta balada marcó el despegue de la carrera musical de Ubiergo en 1978, cuando con ella logró el primer lugar de la competencia internacional del XIX Festival Internacional de la Canción de Viña del Mar. Posteriormente, «El tiempo en las bastillas» integró el disco homónimo de Fernando Ubiergo, que vendió 150 mil copias.
En 2000, participó en el XLI Festival Internacional de la Canción de Viña del Mar, donde se escogió la mejor canción en la historia del evento, quedando dentro de las cinco semifinalistas; sin embargo no pudo pasar a la final, perdiendo por un voto frente a la canción «Que cante la vida» del también chileno Alberto Plaza, que obtuvo el tercer lugar en el festival de 1985.

## Otras versiones
- La canción fue elegida para ser el tema principal de la serie Los 80 transmitida por Canal 13. La banda chilena Difuntos Correa hizo una versión de la canción para la primera temporada; esa misma versión, con algunas variaciones menores —como por ejemplo el reemplazo de una parte perteneciente a la versión original cantada por Ubiergo— representó a Chile en el LI Festival de Viña del Mar (2010), donde el objetivo era elegir la mejor canción entre las más representativas de cada país participante.[3] En el certamen, la versión llegó hasta la semifinal.

Yo decía Dios santo, tomaron "Las bastillas", yo me siento muy agradecido por mis amigos Difuntos Correa, pero me muero de vergüenza. Esto es como cuando preguntaron si Manuel Rodríguez o Arturo Prat era más héroe o más valiente. Es una verdadera tontera.
Fernando Ubiergo, sobre la participación de "El tiempo en las bastillas" en la competencia del festival, año 2009.

- «El tiempo en las bastillas» fue utilizada en las demás temporadas de Los 80; en la segunda (2009) fue versionada por la cantante Francisca Valenzuela; en la tercera (2010) por el grupo Los Miserables; en la cuarta (2011), por Aldo Asenjo ("El Macha") junto al trío Catarata Seca;[5] en la quinta temporada (2012) por Camila Moreno; en la sexta temporada (2013), por C-Funk, Pedro Foncea y Jimmy Fernández; y en la séptima y última temporada (2014), por el propio Ubiergo junto a Manuel García.